# 海口镇 (福清市)
海口镇是中国福建省福州市福清市下辖的一个镇。

## 行政区划
海口镇下辖以下地区：
海口社区、云光村、牛宅村、前村、城里村、斗垣村、海口村、后路村、晨光村、立新村、东峤村、东岐村、梧屿村、李厝村、南厝村、东阁村、岑兜村、洋坂村、石溪村和工农村。